# Воронков, Митрофан Семёнович
Митрофан Семёнович Воронков (23 ноября 1868 — после 1919) — частный поверенный, депутат Государственных дум II, III и IV созывов от области Войска Донского, комиссар Временного правительства на Дону.

## Биография
Казак станицы Перекопской (по некоторым данным родом из станицы Краснокутской) Усть-Медведицкого округа Области войска Донского. Выпускник Новочеркасской учительской семинарии. С 1888 по 1903 года был заведующим 2-классного городского училища в городе Александровске-Грушевском.  С 1903 года после преобразования этого училища в 4-классное стал заведующим приходским училищем в том же городе. В 1906 году лишился места службы после «разъяснения» Октябрьского Манифеста 1905 года. Потеряв место в училище, с 1906 года начал заведовать складом земледельческих орудий Сельскохозяйственного общества. Начиная с того же 1906 года, служил частным поверенным. Был избран председателем Комиссии по устройству народных чтений и председателем Общества приказчиков. Являлся почётным попечителем ссудо-сберегательного товарищества. В 1907 при разгоне казаками митинга у его дома были жертвы.
6 февраля 1907 года избран во II Государственную думу от общего состава выборщиков  избирательного собрания собрания области Войска Донского. Вошёл в состав Казачьей группы. Состоял в думской продовольственной комиссии, в комиссии о нормальном отдыхе служащих в торговых и ремесленных заведениях и комиссии по народному образованию. Участвовал в прениях по законопроекту о продовольственной помощи.
14 октября 1907 года избран в III Государственную думу от общего состава выборщиков избирательного собрания Области войска Донского. Вошёл в состав в Конституционно-демократической фракции, снова Казачьей группы. Состоял в комиссиях Думы по народному образованию, продовольственной комиссии и комиссии по рабочему вопросу. 4 июня 1908 года избран членом распорядительной комиссии Думы на место отказавшегося от звания депутата П. Н. Маламы. Выступал в докладами от имени комиссии по народному образованию и согласительной комиссии. С думской трибуны обосновывал законопроекты «О смете Министерства народного просвещения» и «Об отпуске средств на ремесленные школы в Арзамасе и Калуге». Кроме того поставил свою подпись еще под 12 законопроектами:
1. «Об изменении правил о порядке рассмотрения государственной росписи»,
2. «Об обеспечении отдыха торговых служащих»,
3. «О распространении Земского положения на Область войска Донского»,
4. «Об изменении порядка наряда казаков на действительную службу»,
5. «О введении земства в Сибири»,
6. «Об учреждении землеустроительных комиссий в Степном крае»,
7. «Правила приёма в высшие учебные заведения»,
8. «О найме торговых служащих»,
9. «О распространении на Астраханскую губернию Положения о земских учреждениях».
10. «О введении в Архангельской губернии земского самоуправления»,
11. «Об изменении городского избирательного закона,
12. «Об отмене смертной казни».

25 октября 1912 избран в IV Государственную думу от Второго съезда городских избирателей. Вошёл в состав Конституционно-демократической фракции. Состоял во многих комиссиях III-й Думы:
- распорядительной комиссии,
- комиссии по направлению законодательных предположений,
- комиссии по рыболовству,
- комиссии по рабочему вопросу,
- комиссии для рассмотрения законопроекта об изменении устава о пенсиях и единовременных пособиях,
- продовольственной комиссии,
- комиссии для обсуждения вопроса о желательности законодательного предположения о кооперативных товариществах и их союзах,
- бюджетной комиссии.

Состоял также и в комиссии по народному образованию, а с 2 декабря 1916 был избран её секретарём. Вошёл в Прогрессивный блок. В мае 1916 года участвовал в дискуссии о законопроекте о профессиональном образовании совместно с депутатами Е. П. Ковалевским и В. В. Милютиным.
Во время Первой мировой войны стал членом Всероссийского земского союза помощи больным и раненым воинам. С 1916 года представлял Государственную Думу в Центральном бюро по мукомолью при Особом совещании для обсуждения и объединения мероприятий по продовольственному делу.
Вскоре после Февральской революции 1917 года был направлен Временным комитетом Государственной думы (ВКГД) в Первый и Четвёртый Донские казачьи полки. Посещал полки в Гатчине, Красном Селе и других окрестностях Петрограда. 8 марта 1917 года назначен Временным правительством и ВКГД их комиссаром в Области войска Донского, но в конце марта всё еще находился в Петрограде. Временное правительство в ответ на телеграмму  атамана Евгения Волошинова от 22 марта о напряжённости между казаками и иногородними из-за слухов об изъятии казацких земель просило Воронкова составить совещание при Главном штабе и срочно принять меры. В начале апреля совещание под председательством М. С. Воронкова разрабатывало проект воззвания к населению области войска Донского по земельному вопросу. 16 апреля 1917 года участвовал в качестве комиссара Временного правительства в Съезде донских казаков в Новочеркасске. Центральный комитет партии кадетов с помощью Воронкова поддерживал контакты с А. М. Калединым. 3 октября 1917 года избран членом Предпарламента (или Временного совета Российской Республики).
Выдвинут кандидатом в депутаты Учредительного собрания нескольким организациями. В частности, 23-28 июля 1917 на Девятом съезде  партии кадетов был выдвинут от партии. В августе 1917 намечен Первым Большим Казачьим кругом как кандидат в депутаты Учредительного собрания по казачьему списку № 4 избирательного округа войска Донского. Осенью 1917 года избран во Всероссийское учредительное собрание в Донском избирательном округе по списку № 4 (казаки).
Активно участвовал в борьбе с большевиками на Кубани. Встал во главе Донского областного продовольственного комитета. 5 июня 1919 года на основании решения Ростовского окружного суда был арестован и посажен в тюрьму в Ростове-на-Дону по обвинению в спекуляциях в тылу деникинской армии. Иск, предъявленный Воронкову, составлял  1 000 000 рублей. Однако вскоре без ведома прокурора и без внесения залога Воронков был освобождён военным руководством. Только в июне 1919 года атаману Войска Донского генерал-лейтенанту А. П. Богаевскому удалось добиться внесения Воронкновым в качестве залога сто тысяч рублей.
Детали дальнейшей судьбы и дата смерти неизвестны.

## Семья
Был женат, имел пятеро детей.

### Рекомендуемые источники
- Николаев А. Б. Комиссары Временного комитета Государственной думы в апреле 1917 года: персональный состав // Из глубины времён. СПб., 1995. № 5.
- Сергеев В. Н. Политические партии в южных казачьих областях России. 1917-1920 гг. Т. 1. Ростов-на-Дону, 1993.
- Казачий словарь-справочник. Т. 1. Кливленд-Сан-Ансельмо, 1968.

### Архивы
- Российский государственный исторический архив. Фонд 1278. Опись 1 (2-й созыв). Дело 87; Дело 547. Лист 13; Опись 9. Дело 154, 155.